# SE Sokół Porto Alegre
SE Sokół Porto Alegre (pełna nazwa Sociedade Esportiva Sokół Porto Alegre) – polonijny klub piłkarski z siedzibą w brazylijskim Porto Alegre. Klub został rozwiązany. 

## Historia
Klub został założony w 1913 roku. W latach 1938 i 1939 brał udział w mistrzostwach Porto Alegre.